# Torneio Golden League de Handebol de 2014
O Torneio Golden League de Handebol de 2014 é um torneio amistoso de handebol feminino que será disputado na Noruega entre os dias 9 e 12 de Outubro.

## Equipes Participantes
- Dinamarca
- Brasil
- França
- Noruega

## Cidades-sede
- Holstebro
- Esbjerg
- Aarhus